# Marko Murat
Marko Murat serb. Марко Мурат też jako: Marco Muratti (ur. 30 grudnia 1864 w Šipanskiej Luce k. Dubrownika, zm. 14 października 1944 w Dubrowniku) – malarz serbski.

## Życiorys
Urodził się w rodzinie katolickiej. Po ukończeniu szkoły w Dubrowniku Murat wstąpił do seminarium w Zadarze. W Zadarze uczył się rysunku w pracowni Josipa Rosija. W 1886 wysłał swoje rysunki do czasopisma Vijenac. Zwrócił na nie uwagę baron Lujo Vranyczany, który sfinansował Muratowi stypendium, umożliwiające studia w akademii sztuki w Monachium. Studia rozpoczął pod kierunkiem prof. Karla Rauppa i kontynuował dzięki wsparciu mecenasa serbskich artystów Velimira Todorovicia. Po ukończeniu studiów Murat wyjechał do Rzymu, a następnie do Paryża. W latach 1894–1898 przebywał w Belgradzie, Nowym Sadzie i w Dubrowniku. W 1898 osiedlił się w Belgradzie. Pracował jako nauczyciel rysunku w belgradzkim gimnazjum. W 1900 reprezentował Serbię na wystawie światowej w Paryżu, gdzie zdobył nagrodę za obraz Przyjazd cara Stefana Dušana do Dubrownika. W 1905 współtworzył w Belgradzie szkołę sztuki, która stała się podstawą utworzenia Akademii Sztuk w tym mieście. W latach 1904–1906 uczył rysunku następcę tronu Serbii Aleksandra Karađorđevicia.
Wybuch I wojny światowej zastał go w Dubrowniku, gdzie został aresztowany przez władze austro-węgierskie i internowany na Węgrzech, gdzie przebywał do maja 1916. Po zakończeniu wojny pracował w Dubrowniku jako konserwator dzieł sztuki. Przez ostatnie lata życia pisał swoją autobiografię, która została wydana w 2007 w chorwackim czasopiśmie Kolo. Zmarł w Dubrowniku po długiej chorobie.
W 1920 został członkiem honorowym Serbskiej Akademii Nauk i Sztuk, a w 1940 uzyskał w niej pełne członkostwo. W 1924 został odznaczony Orderem Świętego Sawy III stopnia.

## Twórczość
Marko Murat należał do pierwszych impresjonistów na Bałkanach. Malował głównie pejzaże, portrety i obrazy o tematyce historycznej. Jego dzieła znajdują się w Muzeum Narodowym w Belgradzie, a także w muzeach Sofii, Monachium, Paryża, Wiednia i Londynu.

## Galeria

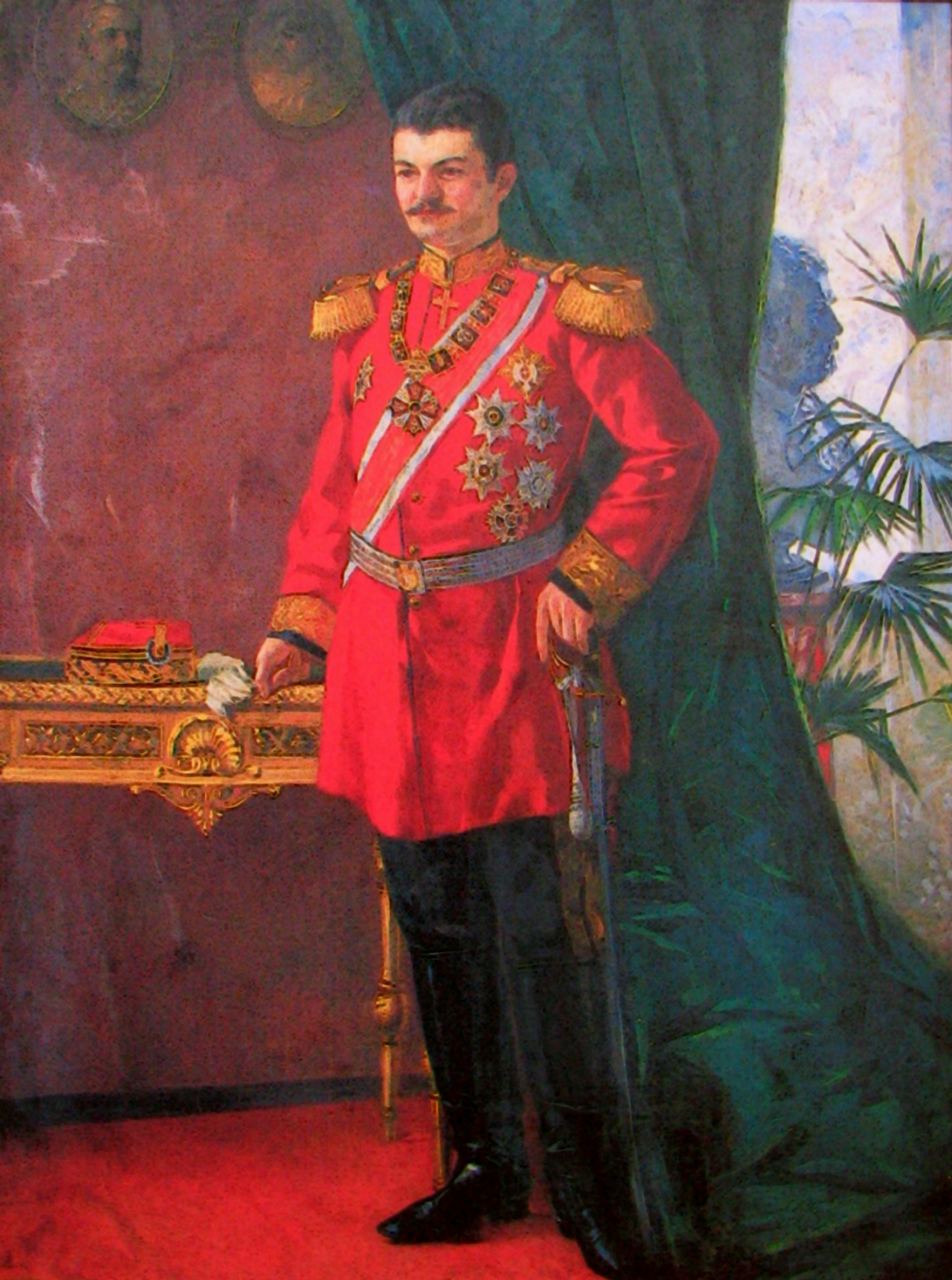
Aleksandar Obrenović (1895)
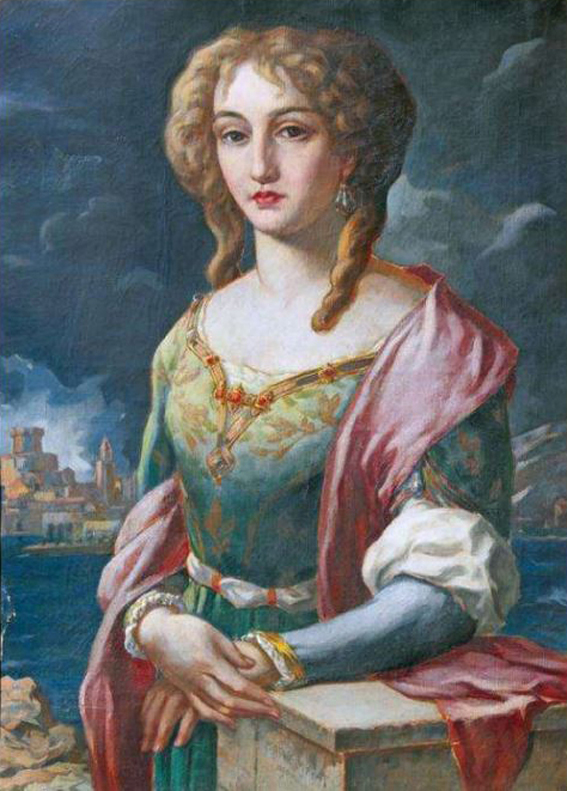
Cvijeta Zuzorić (1929)
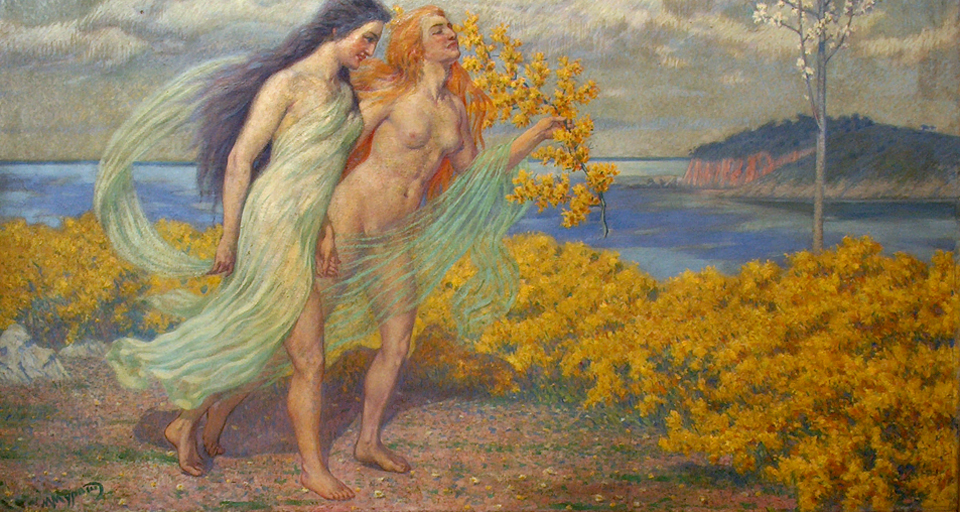
Dah dubrovackog proleca (Muzeum Narodowe w Belgradzie)
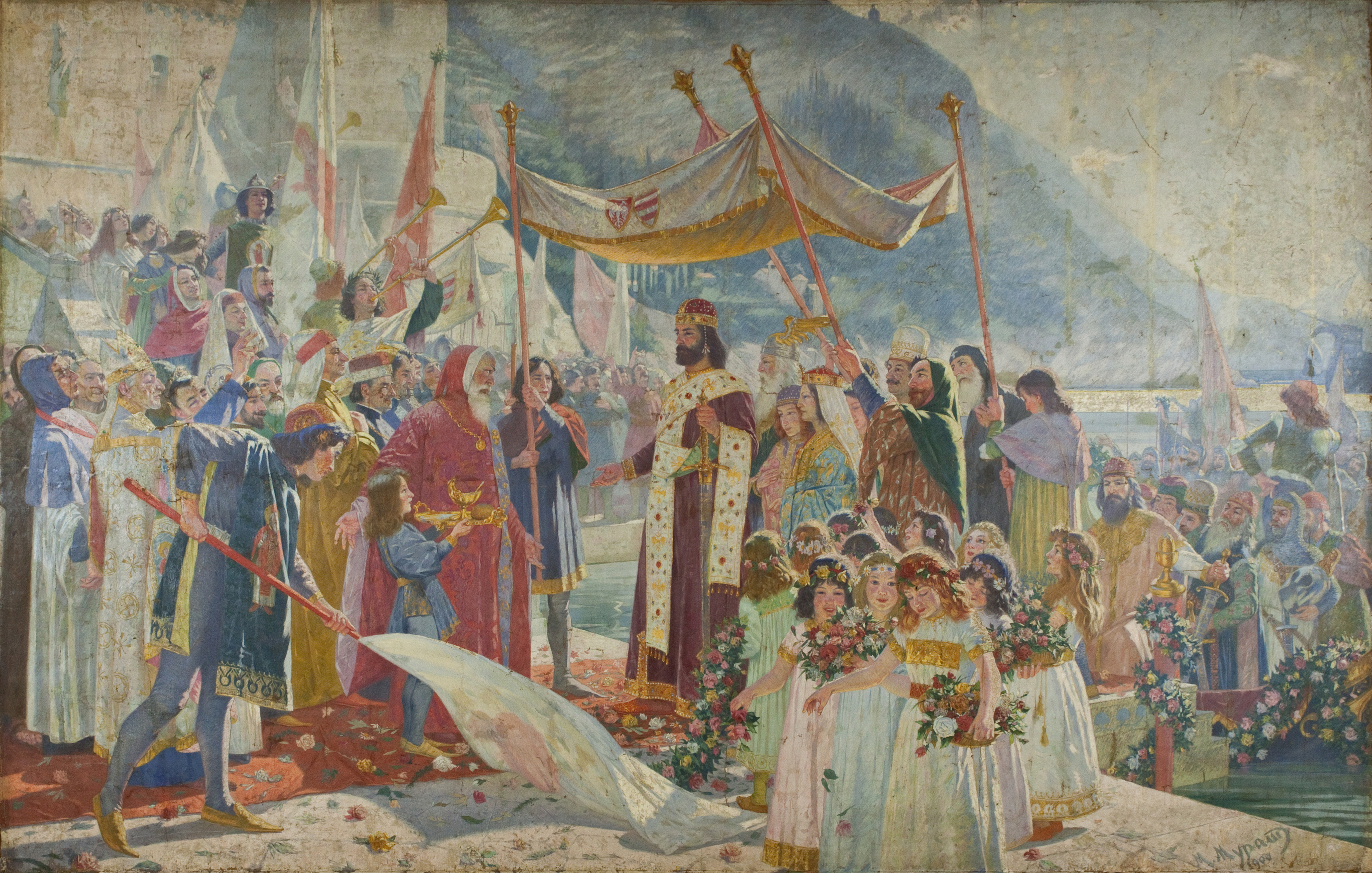
Przyjazd cara Stefana Dušana do Dubrownika